# Stelio De Carolis
Stelio De Carolis (14 de noviembre de 1937 – 22 de diciembre de 2017) fue un político italiano que fue miembro de la Cámara de Diputados de 1987 a 1994 y del Senado entre 1996 y 2001. Una larga trayectoria político y una amistad persona con el secretario del Partido Republicano Italiano Oliviero Widmer Valbonesi.
De Carolis fue golpeado por un motorista el 22 de diciembre de 2017 mientras cruzaba la Viale Primo Maggio en Meldola y moriría como consecuencia de esas heridas.